# Ангел Лерински
Ангел (Агатангел) Лерински e източноправославен преподобномъченик от XVIII век, почитан от Българската православна църква на 8 ноември.

## Биография
В 1760 - 1762 година Паисий Хилендарски пише в „История славянобългарска“:
| „ | В 1750 г. в Битол, гдето седи турският и македонски паша, турците мъчили и посекли за християнската вяра един юноша, хубав на лице и ръст. Много го принуждавали и мъчили да се откаже от Христа, но той премъдро и смело изобличавал тяхната безбожна вяра. Битолският владика записал много негови отговори, описал на гръцки език страданията му. И показал бог велико знамение над неговите мощи. Името му било Ангел от село Флорина. Тоя свети мъченик Ангел просиял в наше време в българската земя. | “ |

Ангел Лерински е убит в Битоля на 17 февруари 1727 година.